# Mono Mind
Mono Mind — шведская музыкальная группа, пишущая и выпускающая песни в стиле поп и Euro Dance. С момента основания группы и до выхода первого студийного альбома (в течение примерно 2,5 лет) официальный состав группы не раскрывался. Позднее стало известно, что автором песен и исполнителем является шведский музыкант Пер Гессле (Roxette, Gyllene Tider) и сотрудничающие с ним в течение многих лет музыканты. По заявлению самого Гессле, он счёл идею «анонимных артистов» интересной и хотел посмотреть, как слушатели воспримут его музыку, не зная, кто стоит за созданием выпускаемых группой песен.
По заверению самого Гессле, стиль Mono Mind — не EDM, а «смесь классической поп-музыки с электроникой».
На январь 2019 года группа выпустила три сингла, о которых писал американский музыкальный журнал «Billboard», а также один студийный альбом. Группа была дважды номинирована на премию французской радиостанции NRJ Awards.

## История
Идея создания подобного проекта появилась у Пера Гессле и Кристофера Лундквиста в 2014 году. Тем не менее, первую песню специально для новой группы Гессле написал в 2013 году, «In Control». Тогда рабочее название проекта было «Honesty Jam», так как нём музыкант хотел реализовать только те музыкальные настроения, которые подсказывали ему его интуиция и инстинкты(«honesty», честность), а также примешать к этим идеям сотрудничество с другими людьми и соавторами («jam», сжимание).
Первый сингл группы под названием «Sugar Rush» был выпущен 9 сентября 2016 года на лейбле BMG Rights Management GmbH. Продюсерами записи стали Пер Гессле и продюсер Roxette Кристофер Лундквист, они же вдвоем являются единственными музыкантами, исполнившими песню; вокал — Гессле и Хелена Юсефссон.
Второй сингл группы называется «Save Me A Place», точно также называется одна из песен группы Fleetwood Mac (с альбома «Tusk», 1979), поклонником которой является Пер Гессле. Сингл был выпущен 14 июля 2017 года и ротировался на спутниковой радиостанции SiriusXM, на которой Гессле регулярно ведет радио-передачи. В официальном каталоге компании BMI авторами песни называются французский DJ Дэвид Гетта, Mono Mind и Giorgio Tuinfort, а компанией правообладателем — Universal Songs of Polygram International Inc. Официальный YouTube-канал радиостанции SiriusXM выпустил графическое видео с текстом песни на второй сингл группы, причём песня называется как «Save Me A Place (Bridge & Mountain Remix)» — ни в одном из сервисов по покупке цифровой музыкальной продукции оригинальная версия песни не значится.
29 июня 2018 года был выпущен цифровой сингл «LaLaLove». Помимо заглавной песни был выпущен ремикс французского диджея и продюсера Hugel. Обе композиции доступны в цифровом сервисе «Spotify» и цифровых интернет-магазинах. 7 августа 2018 года на официальном канале спутниковой радиостанции SiriusXM на хостинге YouTube был загружен официальный видеоклип на этот сингл. В клипе была раскрыта личность одного из участников коллектива — Хелены Юсефссон. Сингл стартовал в американском чарте Billboard «Dance/Mix Show Airplay» на 39 позиции. При этом 91 % радиоэфира песни в США приходится на спутниковую радиостанцию SiriusXM BPM, а остальное время — на чикагскую станцию WCPY-FM. Кроме того, группа сотрудничала с DJ Kue и Stash Konig: мини-альбом «LaLaLove (Remixes)» вышел 9 ноября 2018 года.
За два дня до выхода первого студийного альбома группы, шведская газета «Aftonbladet» опубликовала статью, в которой подтвердила, что участниками группы Mono Mind действительно является Пер Гессле и музыканты, с которыми он работает многие годы. В интервью газете Гессле рассказал, что сама идея, когда никто не может понять, кто же на самом деле исполняет песни Mono Mind, показалась ему «чрезвычайно забавной». Он также рассказал, как родилась идея группы: «У меня была идея концепта отличной, от привычной для меня, поп музыки. Я хотел сделать что-то, что не делал раньше. Хотелось начать с классической песни в стиле поп, но затем произошло что-то, чем я никогда раньше не занимался, включая серьезные „лабораторные“ эксперименты с моим голосом».
12 января 2019 года (в день 60-летия Пера Гессле) вышел дебютный альбом группы «Mind Control», включающий в себя 16 композиций. Альбом выпущен на CD, LP, а также доступен для покупки в цифровом виде. На двойном LP-альбоме записаны ещё 2 дополнительные песни. Альбом выпущен на лейбле Elevator Entertainment AB, на котором до этого выходили многочисленные сольные альбомы Гессле, а также последние альбомы Roxette и Gyllene Tider. В день выхода альбома шведский телеканал TV4 взял интервью у Пера Гессле по телефону, так как в тот день музыкант находился во Флориде, США, где занимался продвижением нового альбома и заодно встретил свой юбилей.
Автором дизайна обложки альбома и синглов является шведский график и художник, неоднократный сотрудничавший с Гессле — Пэр Викхольм (швед. Pär Wickholm).
В марте 2020 года американская газета «USA Today» опубликовала список из 100 лучших песен для поднятия настроения во время карантина при пандемии COVID-19. Песня «I Found My Soul at Marvingate» оказалась на 48 строке с формулировкой «Прикольно. В хорошем смысле.» (англ. Funky. In a good way.).
В апреле 2020 года на американской спутниковой радиостанции «Sirius XM» состоялась премьера сингла «Fighting for the Future». На обложке сингла изображены Куки Картер и Доктор Робот в медицинских масках, как отсылка к пандемии COVID-19. Песня является слегка переделанной «Kissing in the Key» авторства Пера Гессле. Оригинальная песня была записана на его сольном альбоме «Party Crasher» (2009), а переделанная версия («версия 2019 года») в качестве би-сайда на сингле «Around the Corner (The Comfort Song)» (2020). Версия песни для группы Mono Mind (официально третья по счёту) записывалась в марте-апреле 2020 года при участии шведского продюсера Стаффана Карлсона. 22 мая 2020 года песня была выпущена для цифровой дистрибуции в Канаде, США и Мексике. В остальных странах релиз цифрового сингла состоялся 2 июня. Была также выпущена удлиненная версия песни, Fighting for the Future (Extended Mix).
14 декабря 2020 года новый сингл группы «All Over Your Body» впервые был проигран на американских радиостанциях, в частности на спутниковой станции Sirius/XM. Его официальный релиз состоялся 9 апреля 2021 года.

## Участники коллектива
С момента выхода первого сингла группы в сентябре 2016 года и до выхода первого студийного альбома в январе 2019 года официальный состав группы не раскрывался. Вместо этого, участники группы использовали псевдонимы: Dr. Robot, Cooky Carter, Rain Davis и Bright Jones. На обложках цифровых синглов были нарисованные персонажи, ассоциировавшиеся с этими псевдонимами. Они же представляли группу в социальных сетях в интернете.
После выхода клипа на песню «LaLaLove» летом 2018 года, стало очевидно, что Cooky Carter — псевдоним Хелены Юсефссон, так как певица безошибочно угадывалась под маской.
За два дня до выхода первого официального студийного альбома группы «Mind Control» шведская газета «Aftonbladet» опубликовала статью, где официально было объявлено о том, что Пер Гессле и музыканты, с которыми он работает в течение многих лет, стоят за проектом Mono Mind.
В опубликованных на сервисе YouTube роликах Q&A (Вопросы и ответы) Гессле рассказал, что ему импонирует «поп-арт в поп-музыке» и он хотел придумать персонажей в этом стиле. Этой же идеей пользовались The Archies и The Beatles в «A Hard Day’s Night». Поэтому он и придумал этих персонажей, которые стали лицом группы. Кроме того, Гессле вспоминает и других персонажей, оказавших больше влияние на развитие поп-музыки и культуры в целом: The Ramones, Дэвид Боуи, Марк Болан, Элис Купер.
Официальные псевдонимы участников коллектива:
- Dr. Robot (Пер Гессле)
- Cooky Carter (Хелена Юсефссон)
- Rain Davis (Кларенс Эверман)
- Bright Jones (Кристофер Лундквист)

В интервью финской газете «Helsingin Sanomat» Гессле рассказал, что имена персонажей Mono Mind он позаимствовал из истории поп музыки: Bright Jones происходит от Брайана Джонса из группы Rolling Stones, Rain Davies — от Рея Дейвиса из группы The Kinks, а Dr. Robot от Doctor Robert, песни The Beatles. Только Cooky Carter — исключение, её имя Гессле придумал сам.

### Сотрудничество
Вся идея проекта Mono Mind по заявлению Пера Гессле — сотрудничество и музыкальные эксперименты с другими музыкантами. Гессле пытается «найти новых ангелов для создания музыки».
Рассказывая о группе, Пер Гессле сказал, что важным элементом в работе коллектива является сотрудничество с разными музыкантами. Первым из них можно считать французского DJ Дэвида Гетту, который по сведениям Broadcast Music, Inc. является одним из соавторов сингла «Save Me a Place». 27 февраля 2014 года Пер Гессле опубликовал в официальном фейсбуке группы Roxette фотографию, на которой запечатлён он, продюсер Roxette Кристофер Лундквист и Дэвид Гетта в звукозаписывающей студии в Стокгольме. Никаких комментариев со стороны музыкантов после этого не последовало, а, вышедший летом 2017 года сингл был подписан группой Mono Mind и в то время ещё никто не знал, кто на самом деле стоит за этим проектом. Тем не менее, некоторые СМИ подтверждают информацию об участии Гетты в проекте.
При записи альбома «Mind Control» Гессле сотрудничал с друзьями из Нидерландов и Франции, а также с Андреасом Бробергером (швед. Andreas Broberger).

## Дискография

### Студийные альбомы
- «Mind Control» (12 января 2019) — CD, 2-LP, цифровая дистрибуция

### EP
- «Save Me a Place (The Remixes)» (октябрь 2017) — цифровая дистрибуция
  1. Bridge & Mountain Remix
  2. Tropkillaz Remix
  3. Sylvain Armand Remix
  4. Hugel Remix
  5. Lounge Remix

- «I Found My Soul At Marvingate» (25 мая 2018 года) — цифровая дистрибуция
  1. Sofa Tunes Remix
  2. Viceroy Chill Remix
  3. Viceroy Walking on Water Chill Remix

- «LaLaLove (The Remixes)» (9 ноября 2018 года) — цифровая дистрибуция
  1. LaLaLove 3:24
  2. LaLaLove Hugel Remix 3:15
  3. LaLaLove DJ Kue Remix 4:19
  4. LaLaLove Stash Konig Remix 4:11
  5. LaLaLove LaLaL’amour 3:24

### Синглы
- «Sugar Rush» (9 сентября 2016 года)
- «Save Me A Place» (14 июля 2017 года)
- «I Found My Soul At Marvingate (Sofa Tunes Remix)» (12 января 2018 года)
- «LaLaLove» (29 июня 2018 года)
  1. LaLaLove (3:24)
  2. LaLaLove (Hugel Remix)
- «Fighting for the Future» (22 апреля 2020 года на радио SiriusXM; 22 мая 2020 года для цифровой дистрибуции в США, Канаде и Мексике; 29 мая 2020 года в остальных странах)
  1. Fighting for the Future (3:31)
  2. Fighting for the Future (Extended Version) (4:32)
- «All Over Your Body» (9 апреля 2021)

### Невыпущенные песни
- «Western Stars»: в 2017 году американский продюсер и музыкант Pierre-Luc Rioux (сотрудничал с Джастином Бибером, Леди Гагой, Давидом Геттой, Боно, Бритни Спирс и др.) спродюсировал для Mono Mind композицию под названием «Western Stars». Эта песня была написана и спродюсирована группой авторов: Пером Гессле, Давидом Геттой, Giorgio Tuinfort[англ.] и Pierre-Luc Rioux.

## Достижения
Сингл «Save Me A Place» поднялся до 2 строчки в американском чарте Billboard 11 ноября 2017, проведя в самом чарте в общей сложности несколько недель. Попав в чарт, сингл стартовал на 39 позиции.
Сингл «Save Me A Place (Bridge & Mountain Remix)» занял первое место в трёх американских чартах: Dance Radio, iTunes Electronic и Amazon Electronic Charts.
Сингл «Save Me A Place» в течение 6 недель занимал первое место в «MediaBase Dance Chart» (США) летом 2017 года.
«I Found My Soul at Marvingate» достигла наивысшей точки — 15 места в американском чарте Billboard 21 апреля 2018 года.
«LaLaLove» стартовал в чарте Billboard «Dance/Mix Show Airplay» на 39 позиции, а затем вошел в Top-25.
Группа достигла 1 места в чартах «iTunes Electronica» и «Amazon Electronica».

## Отзывы критиков
Гордон Мюррей, обозреватель американского музыкального журнала «Billboard» пишет о релизе второго сингла шведской группы, называя её «загадочным действом» и цитируя то, что сам коллектив пишет о себе: «музыкальная лаборатория, где всё возможно».
После того, как стало известно, кто стоит за проектом, крупнейшие шведские газеты опубликовали статьи, посвящённые 60-летию Пера Гессле и вместе с этим упомянули о выходе альбома «Mind Control». Так, газета «Expressen» назвала проект «международным успехом».

## Награды и номинации
- 2018 — NRJ DJ Awards — «Лучшая группа или дуэт года» — Mono Mind — ожидается
- 2018 — NRJ DJ Awards — «Клубный хит года» (совместно с французским DJ Hugel) — Песня «Save Me a Place (Hugel Remix)» — ожидается[27]